# Fiat G.46
Die Fiat G.46 ist ein Schulflugzeug des italienischen Herstellers Fiat.

## Geschichte
Nach dem Ende des Zweiten Weltkriegs suchten die italienischen Luftstreitkräfte nach einem neuen Trainer für die Grundausbildung, der gleichzeitig der italienischen Luftfahrtindustrie einen Neustart ermöglichen sollte. Von Fiat kam daraufhin vom Konstrukteur Giuseppe Gabrielli mit der G.46 der erste einmotorige Entwurf nach dem Ende des Krieges, dessen Prototyp für die erste Version G.46-1B ab Ende 1946 gefertigt wurde. Der Entwurf war finanziell nur möglich, da Argentinien als Geldgeber fungierte und unter anderem auch 70 G.46 bestellte. Von der italienischen Luftwaffe wurden zuerst nur 25 Maschinen bestellt. Der Erstflug der Maschine erfolgte am 25. Juni 1947 in Turin mit Vittore Catella am Steuer. Der Prototyp stürzte am 21. Juni 1949 bei Guidonia ab, wobei der Pilot ums Leben kam. Die zwischen Sommer 1948 und 1950 gelieferte Version für Argentinien erhielt außer Änderungen in der Avionik einen de-Havilland-Gipsy-Queen-Motor, da dieser Motor dort bereits im Einsatz war. Für den Einsatz in den Anden konnten auch Kufen montiert werden. Auch Syrien bestellte zehn Maschinen, die 1949 geliefert wurden. Die zivile Version wurde als Sportflugzeug vermarktet. Insgesamt wurden bis zum Produktionsende im Jahr 1952 223 Maschinen, davon 150 für die italienische Luftwaffe, produziert.

## Konstruktion

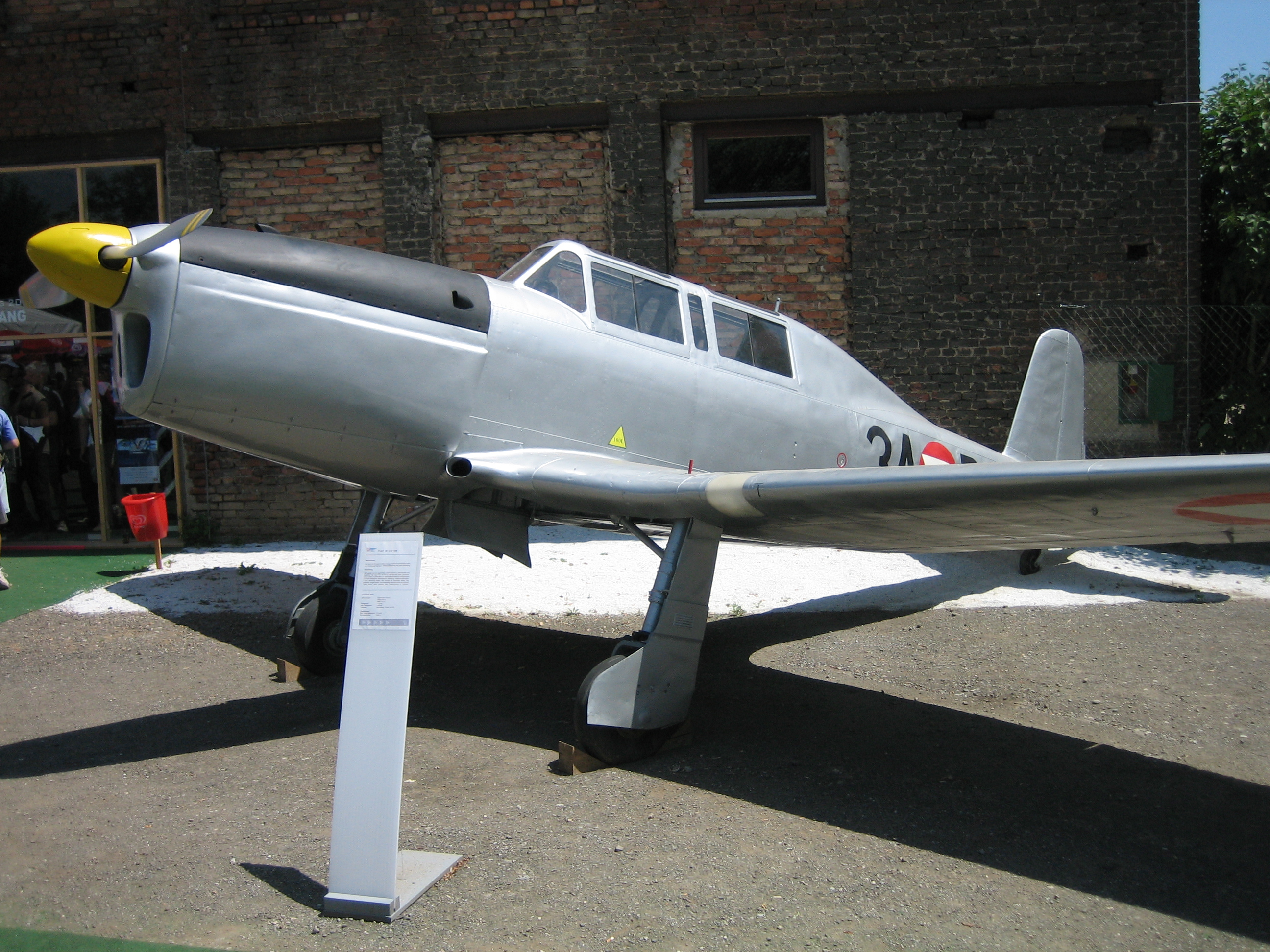
Eine Fiat G.46-B4 der österreichischen Luftwaffe in der Luftfahrtausstellung am Fliegerhorst Hinterstoisser in Zeltweg

Die G.46 ist ein Ganzmetall-Tiefdecker, der mit dem schmalen elliptischen Rumpf in Stromlinienform Anleihen an Jagdflugzeugen des Zweiten Weltkrieges nimmt. Der vordere Rumpf wurde in Halbschalen-, der hintere Rumpf in Ganzschalenbauweise gefertigt. Die zweiholmigen Tragflächen waren mit vier Landeklappen und zwei stoffbespannten Querrudern ausgerüstet. Das Fahrwerk bestand aus einem nach innen in die Tragfläche einziehbaren Hauptfahrwerk und einem nicht einziehbaren Spornrad. Als Antrieb kam ein luftgekühlter Reihenmotor Alfa Romeo 115-1bis mit 115 kW Leistung und ein zweiblättriger Verstellpropeller von Hamilton Standard zum Einsatz.

## Versionen
- G.46B – Prototyp
- G.46-1B – Zweisitzer mit Motor Alfa Romeo 115bis
- G.46-2B – Zweisitzer mit Motor de Havilland Gipsy Queen 30 mit 182 kW und 7,7-mm-MG, Erstflug 2. Februar 1948
- G.46-3B – Zweisitzer mit Motor Alfa Romeo 115ter sowie verbesserter Funk- und Navigationsausrüstung sowie Vorbereitung für das 7,7-mm-MG, Erstflug 15. Oktober 1948
- G.46-4B – Zweisitzer mit verbessertem Motor Alfa Romeo 115ter, ersetzte ab 1951 die 3B
- G.46-5B – Zweisitziger Navigationtrainer (nur Prototyp)
- G.46-3A – Einsitzer entsprechend 3B mit Motor Alfa Romeo 115ter
- G.46-4A – Einsitzer entsprechend 4B mit verbessertem Motor Alfa Romeo 115ter

## Militärische Nutzer
- Argentinien: 12 G46-2B von 1947 bis 1961 und 36 G.46-5B von 1949 bis 1958
- Italien
- Österreich: 5 G 46-4B von 1957 bis 1965[2]
- Syrien: ca. 40 G.46-4 und G.46-5B von 1949 bis 1958

## Technische Daten
| Kenngröße             | Daten G.46-3A                                |
| --------------------- | -------------------------------------------- |
| Besatzung             | 1                                            |
| Länge                 | 8,48 m                                       |
| Spannweite            | 10,40 m                                      |
| Höhe                  | 2,40 m                                       |
| Flügelfläche          | 16,0 m²                                      |
| Leermasse             | 1055 kg                                      |
| max. Startmasse       | 1350 kg                                      |
| Höchstgeschwindigkeit | 315 km/h                                     |
| Dienstgipfelhöhe      | 6100 m                                       |
| Reichweite            | 880 km                                       |
| Triebwerke            | ein Alfa Romeo 115-1 ter mit 165 kW (224 PS) |

## Museale Rezeption
- Eine Fiat G 46-4B Serie 4 des österreichischen Bundesheeres ist in der Militärluftfahrtausstellung Zeltweg im Hangar 8 des Fliegerhorst Hinterstoisser ausgestellt, einer Außenstelle des Wiener Heeresgeschichtlichen Museums.[3]